# Арамакі Сіндзі
Арамакі Сіндзі (яп. 荒牧 伸志; нар. 2 жовтня 1960) — японський режисер анімації. Він є провідною фігурою в 3DCG анімації в Японії.

## Роботи

### Режисер
- Megazone 23 (остання частина)(1985—1989)
- Скажений бик (1988)
- Genesis Survivor Gaiarth (1992—1993)
- Gasaraki (сценаріст епізоду 25) (1998—1999)
- Яблучне зернятко (2004)
- Яблучне зернятко 2
- Viper's Creed (2009)
- Легенди Хало (2010)
- Зоряний десант: Вторгнення (2012)
- Космічний пірат Халок (2013)